# Oleg Chevtsov
Pour les articles homonymes, voir Chevtsov.
Oleg Borissovitch Chevtsov - en russe : Олег Борисович Шевцов (Oleg Borisovič Ševcov) et en anglais : Oleg Shevtsov (né le 29 novembre 1971 à Moscou en URSS) est un joueur professionnel russe de hockey sur glace,.

## Carrière de joueur

### Carrière en club
En 1989, il commence sa carrière avec le HC Spartak Moscou dans le championnat d'URSS. En 1997, il rejoint le Severstal Tcherepovets. Par la suite, il porte les couleurs de nombreuses équipes de Superliga ainsi que du Vitiaz Tchekhov dans la Vyschaïa liga. Il met un terme à sa carrière en 2006 après une saison passée dans l'Ekstraliga avec le Dinamo Minsk puis le Keramin Minsk.

### Carrière internationale
Il a représenté la Russie au niveau international. Il a participé aux Jeux olympiques d'hiver de 1998 conclus par une médaille d'argent.